# Lezbijska organizacija Rijeka LORI
Lezbijska organizacija Rijeka "LORI" osnovana je 2000. godine u Rijeci kao prva registrirana lezbijska udruga u Hrvatskoj. Cilj udruge je zaštita prava LGBTIQ+ osoba kroz zalaganje za jednakost, solidarnost i društvenu pravdu. LORI djeluje na suzbijanju homofobije, bifobije i transfobije te na ukidanju seksizma, mizoginije, ksenofobije, rasizma i ostalih pojavnosti koje uzrokuju, potenciraju i podržavaju nasilje i društvenu nejednakost. Udruga je u više od dvadeset godina djelovanja provela brojne projekte s ciljem osvještavanja i rješavanja navedenih društvenih problema te tako utjecala na položaj i zaštitu ljudskih prava LGBTIQ+ osoba u Hrvatskoj u društvenom, pravnom i kulturnom kontekstu. Udruga LORI članica je ILGE, IGLYO-a, Ženske mreže Hrvatske i GOOD inicijative.    

## Povijest
Godine 2002. Lezbijska organizacija Rijeka pokreće prvu nacionalnu kampanju za prava LGBT+ osoba "Ljubav je ljubav". Cilj kampanje bio je povećanje vidljivosti LGBT+ osoba u društvu te smanjenje predrasuda i stereotipa, a kroz edukaciju i senzibilizaciju javnosti i poticanje društvenih promjena. Video spot koji izrađen u sklopu kampanje HTV je zabranio prikazivati na nacionalnoj televiziji. U nadolazećim godinama uslijedile su kampanje "Obitelj bez predrasuda" u svrhu povećanja prihvaćanja LGBT osoba u obitelji (2007.), projekt "Put u ProsTRANStvo" s ciljem poboljšanja prava transrodnih osoba (2011.) te "Drugačije društvo je moguće" (2013.)  i "Poštuj ljudska prava - gradi uključivo društvo" (2015. – 2017.) s ciljem zaštite prava LGBT osoba. 
LORI je jedina LGBT+ organizacija u Hrvatskoj koja kontinuirano provodi program Smanjivanja homo/bi/transfobije i zlostavljanja/nasilja u školama, od 2012. godine, u sklopu kojeg se provode radionice s učenicima i učenicama srednjih škola te seminari za nastavno osoblje. U okviru projekta Udruge LORI "Humano obrazovanje – odgovorno društvo" (2018.), 2019. godine je na Odsjeku za kulturalne studije u Rijeci pokrenut kolegij Rod, seksualnost, identiteti – od opresije do ravnopravnosti, temeljen na modelu društveno korisnog učenja, prvi takve vrste u Hrvatskoj. Kurikulum kolegija objedinjuje teme ljudskih prava, LGBTIQ tematike, rodne ravnopravnosti, rodno uvjetovanog nasilja, feminističke i rodne teorije te teorije seksualnosti. Naučenu teoriju, studenti i studentice kroz praksu u sklopu kolegija primjenjuju u organizacijama civilnog društva i direktan rad u lokalnoj zajednici.  

## Udruga LORI i LGBT+ zdravlje
U suradnji s Udrugom Iskorak, LORI od 2015. godine obilježava Europski tjedan testiranja na HIV i sifilis u Rijeci. U sklopu obilježavanja Tjedna testiranja, LGBT+ osobama omogućeno je besplatno i anonimno testiranje na HIV i sifilis, informiranje kroz promotivni materijal i razgovor s epidemiolozima te besplatna kontracepcija (kondomi). Pandemijskih 2020. i 2021. godine Tjedan testiranja nije obilježen zbog epidemioloških mjera i nedostatka dostupnog medicinskog osoblja. 
Udruga LORI također već više godina radi na edukaciji stručnjaka i stručnjakinja iz područja mentalnog zdravlja o LGBT+ temama, uključivši terminologiju, coming out, proces tranzicije i pravno priznanje roda, ljudska prava, diskriminaciju i nasilje prema LGBT+ osobama.

## Festivalqueeri feminističke kulture Smoqua
Od 2017. godine Udruga LORI organizira festival queer i feminističke kulture Smoqua u Rijeci, uz partnerice udrugu PaRiter, a prvih nekoliko godina i platformu Građanke svom gradu i Centar za ženske studije pri Filozofskom fakultetu u Rijeci. Festival Smoqua je spoj umjetnosti i aktivizma. U prve tri godine, okupila je više desetaka umjetnica i aktivista iz više od dvadeset zemalja s ciljem propitivanja, promišljanja i dekonstruiranja predrasuda kroz izložbe, aktivističke intervencije, panel rasprave, radionice, predstave, drag nastupe, performanse i drugo. 
Smoqua se 2017. godine održala kao prvi regionalni festival queer i feminističke kulture pod geslom Sloboda - jesmo li uistinu slobodni/e?. Svaka naredna inačica festivala bila je međunarodna. Druga Smoqua (2018.) bavila se poviješću i značajem queera i feminizma pod krovnom temom Ponos i predrasude. Treće su godine (2019.) teme Norme, normalnosti, normativnosti povezale sve aktivnosti festivala. Četvrto izdanje Smoque Semo qua (fiumano, tu smo; 2020.) obilježilo je dvadeset godina djelovanja Udruge LORI. Peta Smoqua (2021.) nosila je naziv Nemapirani teritoriji, a u fokus je stavila tijelo kao polazišnu točku promišljanja granica fizičkog i materijalnog koje je posredovano patrijarhalnim strukturama. Od 2017. do 2020. godine Smoqua je bila dio programskog pravca Kuhinja u okviru programa Rijeka 2020 – Europska prijestolnica kulture.

## Vanjske poveznice
- Službena stranica LORI  Arhivirana inačica izvorne stranice od 27. siječnja 2022. (Wayback Machine)
- Sarajevski otvoreni centar
- YouTube kanal LORI
- Sveučilište u Rijeci
- Festival Smoqua  Arhivirana inačica izvorne stranice od 31. siječnja 2022. (Wayback Machine)